# Nikolai Lukaixenko
Nikolai "Kolia" Aleksàndrovitx Lukaixenko (rus: Николай Александрович Лукашенко, belarús: Мікалай Лукашэнка – Mikalai Lukashenka; 31 d'agost de 2004) és una figura pública belarussa i el tercer fill d'Aleksandr Lukaixenko, el president de Belarús.

## Biografia

### Infantesa i educació
No s'ha fet cap comentari oficial sobre la identitat de la mare de Nikolai. Tanmateix, segons la versió més estesa la seva mare és Irina Abelskaia, l'antiga metgessa personal d'Aleksandr Lukaixenko. Aleksandr Lukaixenko continua casat oficialment amb la seva muller Galina Lukaixenko encara que es creu que la parella està separada. El 2011, Nikolai Lukaixenko va començar l'institut. El 2020 va anar al liceu a la Universitat Estatal de Belarús.

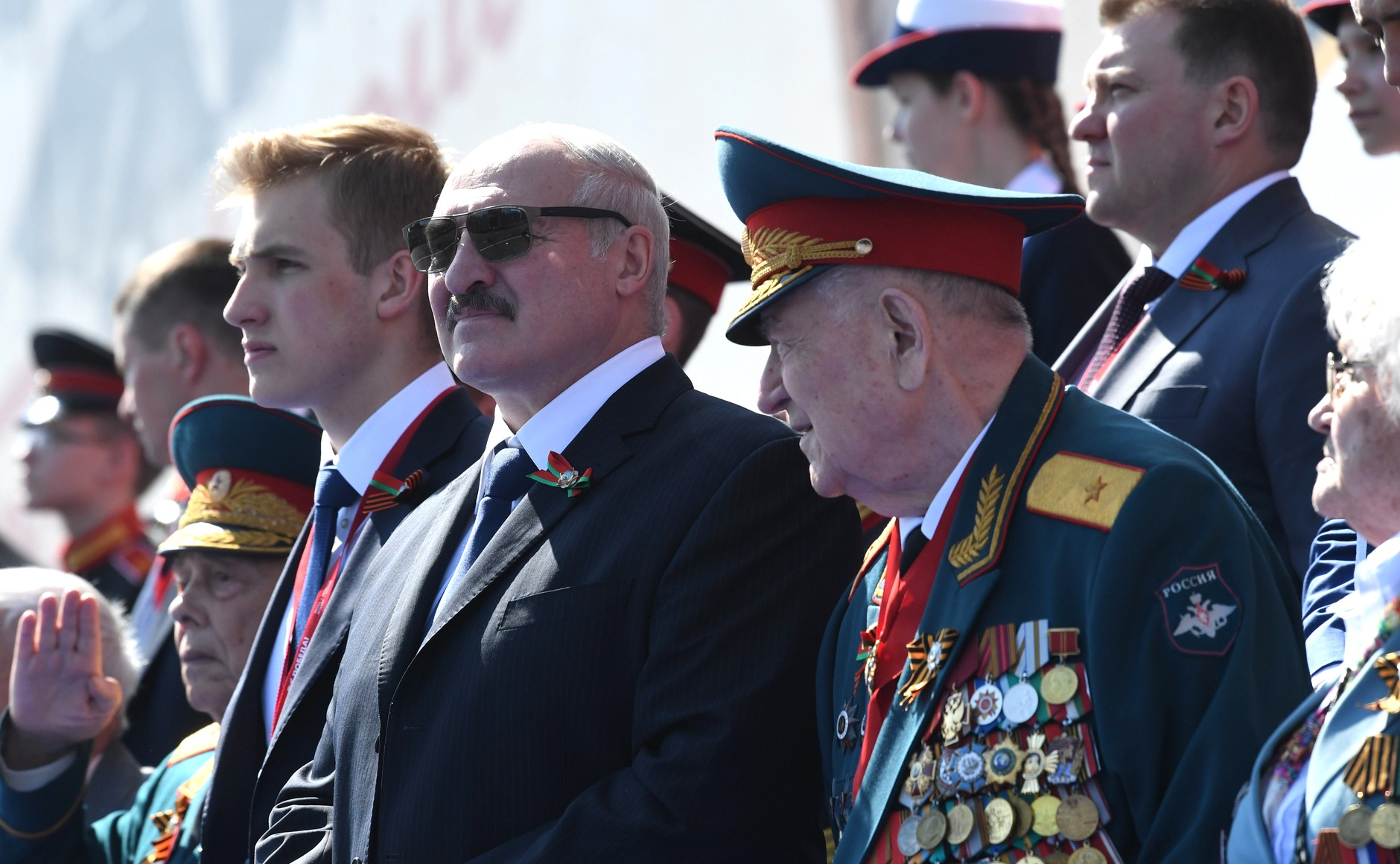
Nikolai i el seu pare a la desfilada del dia de la victòria de 2020 a Moscou.

### Vida pública
Lukaixenko va aparèixer en públic per primera vegada el 2008. Ha rebut una atenció significativa dels mitjans ja que el seu pare, el president Aleksandr Lukaixenko, l'ha dut a cerimònies oficials i a visites d'Estat, incloent-hi reunions amb el president veneçolà Hugo Chávez, el president rus Dmitri Medvédev, el papa Benet XVI i el president dels EUA Barack Obama. El 2013 va atraure l'atenció dels mitjans quan Aleksandr Lukaixenko va dir que seria president de Belarús, la qual cosa causà especulació als mitjans. El 2015, quan tenia 10 anys va participar en una sessió de l'Assemblea General de les Nacions Unides. El juny de 2020, ell i el seu pare van assistir a la desfilada del dia de la victòria a la plaça Roja de Moscou.